# 死神様と4人の彼女
『死神様と4人の彼女』（しにがみさまとよにんのかのじょ）は、原作：巣山真・作画：CHuNによる日本の漫画作品。『月刊ガンガンJOKER』（スクウェア・エニックス）で2013年7月号から2015年1月号まで連載。

## ストーリー
主人公「水無口 薫」は、世間一般で言う非リア。そんな彼の前に突如現れた死神様。非リアのままだと殺されてしまうことになった薫はリア充になるために四人の女子にラブレターを渡したが、四人ともが受け取り承諾してしまい…！？

## 登場人物
水無口 薫（みなぐち かおる）
非リアの主人公。中学2年生。誕生日は8月22日のＡ型。少女漫画を好み、学校でも読んでいることから「オカマ」「BL好き」などと蔑まれている。男は純情かつ、一人の女の子との純愛を貫くべし、という思考を持っている。突如現れた死神様「愛離」によって殺されかかるも、リア充になる予定あったと咄嗟に呟いて一命を取り留めた。その後、リア充になるために四人の女子にラブレターを出し、一人承諾してくれることを願って返事を待っていたが、四人ともが承諾してしまい、ハーレム状態になった。

愛離（あいり）
死神の少女。

小早川 ゆい（こばやかわ ゆい）
中学3年生。アイドル活動をしており、校内の知名度、男子人気は共にNo1。「ドＳ」でありよく水無口の耳や鼻に噛みつく。母親と何か確執があったようである。四人の彼女の中で告白前、唯一水無口と全く接点がなかった人物である（そのため彼女だけは告白の返事をする際、水無口の名前を確認している）。
海飼 リサ（うみかい リサ）
中学2年生。眼鏡を掛けている。水無口とは同じクラスの学級委員長。冷静沈着で男女ともに信頼されている。
大河原 エミリ（おおかわら エミリ）
中学1年生。父親が政治家で典型的なお嬢様。可憐なルックスで立っているだけで注目の的になる。水無口に肩パンする癖がある。かなりのゲーム好きでプレイヤー名「Meiri」でオンラインゲームをよくやっている。そのため中二病的な面がある。親が政治家のため周りから敬遠されてしまい親しい友達がおらず、一人で屋上で昼食を食べようとしていたところ、毎日屋上で漫画を読みながら一人で食事している水無口を見かける。それから自分自身は屋上の入り口で食事を取りながら毎日水無口を見ていた。最初は「キモいぼっち」と思っていたが毎日見ている中に水無口の純粋さや誠実さに気づき好意を持ったようである。そのため水無口自身は知らなかったが告白前に接点があった。
沢渡 あおい（さわたり あおい）
中学2年生。水泳部のエース。誕生日は8月8日。明るい性格から男女問わず人気がある体育会系。普段の明るい性格からは想像できないが実はヤンデレである。水無口とは幼いころ出会ったことがあるようだが、最後まで詳しく描かれることはなかった。
離苑（りおん）

## 単行本
- 原作：巣山真・作画：CHuN 『死神様と4人の彼女』 スクウェア・エニックス〈ガンガンコミックスJOKER〉、全3巻
  1. 2013年11月22日発売 ISBN 978-4-7575-4140-5
  2. 2014年5月22日発売 ISBN 978-4-7575-4311-9
  3. 2015年2月21日発売 ISBN 978-4-7575-4560-1